# Анохинское (Вологодская область)
Анохинское — деревня в Великоустюгском районе Вологодской области.
Входит в состав Опокского сельского поселения (до 2014 года входила в Стреленское сельское поселение), с точки зрения административно-территориального деления — в Стреленский сельсовет.
Расстояние по автодороге до районного центра Великого Устюга — 52 км, до центра сельсовета Верхнего Анисимово — 2 км. Ближайшие населённые пункты — Павловское, Нижнее Анисимово, Верхнее Анисимово.
По переписи 2002 года население — 8 человек.